# Sergio Sánchez (football)
Sergio Sánchez Sánchez, né le 28 avril 1977 à Pola de Siero, commune de Siero, Asturies, est un footballeur espagnol reconvert entraîneur.